# Massimo Donati (Fußballspieler)
Massimo Donati (* 26. März 1981 in Sedegliano) ist ein italienischer ehemaliger Fußballspieler. Er spielte auf der Position eines Mittelfeldspielers.

## Karriere
Massimo Donati startete seine Karriere beim als Talentschmiede bekannten Atalanta Bergamo. Hier kam er regelmäßig zum Einsatz und überzeugte durch solide Leistungen, weshalb ihn der AC Mailand zur Saison 2001/02 verpflichtete. In Mailand konnte sich Donati jedoch nicht durchsetzen, weshalb er am Ende der Saison zu Torino Calcio wechselte. Doch in der Winterpause dieser Saison wechselte er nach nur einer halben Spielzeit in Turin, zum AC Parma, doch auch hier konnte sich Donati nicht nachhaltig durchsetzen. Für die Saison 2003/04 sicherte sich Sampdoria Genua die Dienste des Mittelfeldspielers, doch nach erneut nur einer Saison wechselte er zum Saisonende zum sizilianischen Verein FC Messina, wo er sich einen Stammplatz erspielen konnte. Zur Saison 2006/07 kehrte Donati zu seinem Stammverein, Atalanta Bergamo zurück, der als Aufsteiger in die Serie-A-Meisterschaft startete.
Donati spiele von Juli 2007 bis August 2009 bei Celtic Glasgow. Er erzielte in 31 Ligaspielen für Celtic drei Tore. Am 28. August 2009 wurde bekannt gegeben, dass Massimo Donati zurück nach Italien wechselt. Er unterschrieb beim Serie-A-Aufsteiger AS Bari einen Vertrag über vier Jahre, wechselte in der Winterpause der Saison 2012/13 bereits vorzeitig zu US Palermo.
Zur Saison 2013/14 wechselte Donati zum Aufsteiger Hellas Verona. Bereits nach einem Jahr wechselte er zum italienischen Zweitligisten FC Bari 1908, für den er bis zum Jahr 2016 insgesamt 58-mal in der Serie B zum Einsatz kam. Im Juli 2016 wechselte Donati nach Schottland und schloss sich Hamilton Academical an. Nach eineinhalb Jahren, im Januar 2018 beendete Donati seine Karriere. Im Februar 2018 gab er bereits wieder sein Comeback und unterschrieb beim FC St. Mirren.